# Беличан
Белича́н (якут. Билиичаан — «протока между двумя озёрами», «узкое место») — нежилой посёлок городского типа в Сусуманском районе Магаданской области России. Располагается на берегу реки Берелёх.

## История
Поселок Беличан — это жилой поселок работников прииска «Экспериментальный» (недоступная ссылка — история)., созданного в 1961 году как база Всесоюзного НИИ золота и редких металлов для тестирования и исследования новых способов добычи золота. Посёлок возник ранее указанного прииска, в ноябре 1950 года, путём слияния приисков «Беличан» и «Куранах» в единый прииск и посёлок. Статус посёлка городского типа Беличан получил в 1965 году. Находился в 15 км от районного центра города Сусуман и в 12 км от посёлка Мальдяк, где в 1939 в заключении находился С. П. Королёв.
На сегодняшний день поселок Беличан не существует из-за того, что прииск был признан банкротом. Большая часть населения переехала в Сусуман. Однако официально Беличан до сих пор не исключён из учётных данных ни как населённый пункт вообще, ни даже как посёлок городского типа.

## Население
| 1970 | 1979  | 1989  | 1991  | 1992  | 1993 | 1994 |
| ---- | ----- | ----- | ----- | ----- | ---- | ---- |
| 1054 | ↗1210 | ↗1285 | ↘1214 | ↘1103 | ↘956 | ↘926 |
| 1995 | 1996  | 1997  | 1998  | 1999  | 2000 | 2001 |
| ↘869 | ↘744  | ↘526  | ↘457  | ↘377  | ↘243 | ↘104 |
| 2002 | 2004  | 2005  | 2006  | 2007  | 2008 | 2009 |
| ↘32  | ↘5    | ↘0    | →0    | →0    | →0   | →0   |
| 2010 | 2012  | 2016  | 2017  | 2018  | 2019 | 2020 |
| →0   | →0    | →0    | →0    | →0    | →0   | →0   |
| 2021 | 2023  |       |       |       |      |      |
| →0   | →0    |       |       |       |      |      |